# NSP통신
'NSP통신(NSP NEWS AGENCY)은 2011년 6월 29일에 설립된 한국의 경제뉴스통신사이다. 2011년부터는 영상뉴스채널인 NSPTV를 운영중이다. 2022년 3월부터는 현장 취재기사를 기반으로한 풍자및 감성뉴스인 쇼폼형태의 NSP 7컷을 서비스하고 있다.
특히 NSP통신은 전국취재본부망과 해외망을 구축하고 있다. 뉴스공급및 제휴는 국내 포털사이트, 주요 증권사(HTS,MTS 등), 다우존스(5개국어 뉴스제공), 언론사, 전국 지자체 등에 한국어를 포함해 5개 국어로 뉴스를 공급하고 있다. 해외 뉴스제휴사는 신화통신에 이어 로이터통신과 제휴를 맺고 있다.

## 역사
2009년 NSP통신은 유통경제지 DIP통신을 흡수 합병해 2011년 6월 문화체육관광부로부터 민영뉴스통신사로 정식 등록을 마치고 뉴스서비스를 시작했다.
2011년 1월, NSP통신부산 취재본부를 설립했고, 5월에는 신화통신과 뉴스공급 계약을 통해 해외뉴스를 국내 공급했다. 
2012년 1월, 중국 등 해외지역에 해외통신원을 파견했다. 이어 영어, 중국어, 일본어, 베트남어, 러시아어 등의 뉴스서비스도 함께 이뤄졌다. 9월에는 5대 증권사 중 2개사에 기사를 공급했다. 
2013년 6월에는 일간지와 뉴스공급제휴를 시작으로 7월 삼성 챗온에 한국어, 일본어 등에 뉴스서비스를 시작했다. 8월에는 NSP통신 광주/전남 취재본부를 설립해 운영했다. 10월에는 우리투자증권(현 NH투자증권), 대우증권(현 미래에셋증권), 한국투자증권 등에 HTS(Home Trading System), MTS(Mobile Trading System)에 뉴스를 공급했다. 
2014년 9월에는 NSP통신 전북 취재본부를 설립해 호남권 취재본부 네트워크를 완성했다. 
2015년 1월에는 영상뉴스를 판도라TV 뉴스앱을 통해 론칭했다. 이어 구글 뉴스스탠드 제휴 및 공급을 시작했고 NSP통신 구글뉴스스탠드앱에도 입점했다. 8월에는 다우존스와 뉴스 제휴를 통해 전세계 200여국에 국제부 기자들이 5개 국어(영어, 일본어, 중국어, 러시아어, 한국어)로 뉴스를 공급하기 시작했다.
2016년 2월에는 NSP통신 대구/경국 취재본부를 설립했다. 7월에는 페이스북에 뉴스(인스턴트 아티클)를 제공했다. 10월에는 NSP통신 경기남부 취재본부를 설립, 수도권의 뉴스를 본격적으로 공급했다. 
2017년 1월에는 증권사 26개사에 HTS, MTS 뉴스를 공급했고 2월에는 하나금융투자(현 하나증권)의 HTS, MTS에 뉴스를 공급했다.  
2022년 2월에는 포털, 증권사(HTS, MTS), 해외 다우존스 등의 자체 서버를 확장했다.
2022년 12월에는 (사)한국인터넷신문협회의 회원사로 승인됐다.
2023년에는 NSP통신 CI변경및 홈페이지를 리뉴얼 했다. 이어 한국투자증권 뉴스공급과 다우존스 팩티바 CP계약에 이어 전세계 200여 언론사만 인정해 제휴되는 뉴스스탠드에 입점됐다.
2024년 KB증권, 메리츠증권에 뉴스를 공급했고, 로이터통신과 뉴스 제휴를 시작했다.

## 같이 보기
- NSP TV
- NSP 7컷
- 연합뉴스
- 뉴시스